# Grand Prix Itálie 1967
Grand Prix Itálie 1967 (oficiálně XXXVIII Gran Premio d'Italia) se jela na okruhu Autodromo Nazionale Monza v Monze v Itálii dne 10. září 1967. Závod byl devátým v pořadí v sezóně 1967 šampionátu Formule 1.

## Závod
| Poř.   | No. | Jezdec              | Konstruktér     | Počet kol | Čas/Odstoupení | Pořadí na startu | Body |
| ------ | --- | ------------------- | --------------- | --------- | -------------- | ---------------- | ---- |
| 1      | 14  | John Surtees        | Honda           | 68        | 1:43:45.0      | 9                | 9    |
| 2      | 16  | Jack Brabham        | Brabham-Repco   | 68        | + 0.2          | 2                | 6    |
| 3      | 20  | Jim Clark           | Lotus-Ford      | 68        | + 23.1         | 1                | 4    |
| 4      | 30  | Jochen Rindt        | Cooper-Maserati | 68        | + 56.6         | 11               | 3    |
| 5      | 36  | Mike Spence         | BRM             | 67        | + 1 kolo       | 12               | 2    |
| 6      | 32  | Jacky Ickx          | Cooper-Maserati | 66        | + 2 kola       | 15               | 1    |
| 7      | 2   | Chris Amon          | Ferrari         | 64        | + 4 kola       | 4                |      |
| Ret    | 22  | Graham Hill         | Lotus-Ford      | 58        | Motor          | 8                |      |
| Ret    | 6   | Jo Siffert          | Cooper-Maserati | 50        | Nehoda         | 13               |      |
| Ret    | 24  | Giancarlo Baghetti  | Lotus-Ford      | 50        | Motor          | 17               |      |
| Ret    | 4   | Bruce McLaren       | McLaren-BRM     | 46        | Motor          | 3                |      |
| Ret    | 26  | Jo Bonnier          | Cooper-Maserati | 46        | Přehřátí       | 14               |      |
| Ret    | 34  | Jackie Stewart      | BRM             | 45        | Motor          | 7                |      |
| Ret    | 18  | Denny Hulme         | Brabham-Repco   | 30        | Přehřátí       | 6                |      |
| Ret    | 12  | Guy Ligier          | Brabham-Repco   | 26        | Motor          | 18               |      |
| Ret    | 38  | Chris Irwin         | BRM             | 16        | Vstřikování    | 16               |      |
| Ret    | 10  | Ludovico Scarfiotti | Eagle-Weslake   | 5         | Motor          | 10               |      |
| Ret    | 8   | Dan Gurney          | Eagle-Weslake   | 4         | Motor          | 5                |      |
| Zdroj: |     |                     |                 |           |                |                  |      |

## Průběžné pořadí po závodě
Pohár jezdců
|        | Pořadí | Jezdec       | Body |
| ------ | ------ | ------------ | ---- |
|        | 1      | Denny Hulme  | 43   |
|        | 2      | Jack Brabham | 40   |
| 1      | 3      | Jim Clark    | 23   |
| 1      | 4      | Chris Amon   | 20   |
| 4      | 5      | John Surtees | 17   |
| Zdroj: |        |              |      |

Pohár konstruktérů
|        | Pořadí | Konstruktér     | Body |
| ------ | ------ | --------------- | ---- |
|        | 1      | Brabham-Repco   | 57   |
|        | 2      | Lotus-Ford      | 26   |
|        | 3      | Cooper-Maserati | 24   |
|        | 4      | Ferrari         | 20   |
| 2      | 5      | Honda           | 17   |
| Zdroj: |        |                 |      |